# Plex venos pampiniform
Plexul pampiniform (din latină pampinus - cârcel și + forma - formă ) este un plex venos - o rețea de numeroase vene mici ce se localizează în cordonul spermatic masculin uman și în ligamentul suspensiv al ovarului. La bărbat, este format prin unirea mai multor vene testiculare din spatele testiculelor și din afluenții ce vin din epididim.

## La bărbat
Venele plexului urcă de-a lungul cordonului spermatic în fața canalelor deferente. Sub inelul inghinal superficial se unesc pentru a forma trei sau patru vene, care trec de-a lungul canalului inghinal și, care intră în abdomen prin inelul inghinal profund, se unesc pentru a forma două vene. Acestea se unesc din nou pentru a forma o singură venă, vena testiculară, care se deschide pe partea dreaptă în vena cavă inferioară, într-un unghi ascuțit, iar în partea stângă în vena renală stângă, în unghi drept. Plexul pampiniform formează masa principală a cordonului. 
Pe lângă funcția sa, în revenirea venoasă din testicule, plexul pampiniform joacă și un rol în reglarea temperaturii testiculelor. Acționează ca un schimbător de căldură contracurent, răcind sângele în arterele adiacente. O mărire anormală a plexului pampiniform este o afecțiune medicală numită varicocel . 

## La femeie
La femei, plexul pampiniform drenează ovarele. Ovarul drept este drenat de la plex la vena ovariană și apoi la vena cavă inferioară. Cu toate acestea, ovarul stâng este drenat de la plex la vena ovariană stângă, iar de acolo se drenează spre vena renală stângă înainte de vărsarea în vena cavă inferioară. 